# Superserien för damer 2022
La Superserien för damer 2022 è l'11ª edizione del campionato di football americano femminile di primo livello, organizzato dalla SAFF.
Era inizialmente prevista anche la partecipazione delle Jönköping Spartans, che non hanno invece preso parte al torneo.
In un secondo momento il campionato è stato annullato e il suo posto è stato preso dalla Division 1 för damer 2022.

## Squadre partecipanti
| Club                    | Città     | Stadio | Sponsor ufficiale | Risultato nella stagione 2021 |
| ----------------------- | --------- | ------ | ----------------- | ----------------------------- |
| Carlstad Crusaders      | Karlstad  |        |                   |                               |
| Örebro Black Knights    | Örebro    |        |                   |                               |
| Stockholm Mean Machines | Stoccolma |        |                   |                               |

## Stagione regolare

### Calendario

#### 1ª giornata
| Karlstad 23-24 aprile 2022 | Carlstad Crusaders | – | Stockholm Mean Machines | Tingvalla IP |

#### 2ª giornata
| 30 aprile-1º maggio 2022 | Stockholm Mean Machines | – | Örebro Black Knights |  |

#### 3ª giornata
| Örebro 14-15 maggio 2022 | Örebro Black Knights | – | Carlstad Crusaders | Behrn Arena |

#### 4ª giornata
| 28-29 maggio 2022, ore 13:00 | Stockholm Mean Machines | – | Carlstad Crusaders |  |

#### 5ª giornata
| Örebro 4-5 giugno 2022 | Örebro Black Knights | – | Stockholm Mean Machines | Behrn Arena |

#### 6ª giornata
| Karlstad 18-19 giugno 2022 | Carlstad Crusaders | – | Örebro Black Knights | Tingvalla IP |

### Classifica
La classifica della regular season è la seguente:
- PCT = percentuale di vittorie, G = partite giocate, V = partite vinte,  P = partite perse, PF = punti fatti, PS = punti subiti

| Pos. | Squadra                 | PCT  | G | V | N | P | PF | PS |
| ---- | ----------------------- | ---- | - | - | - | - | -- | -- |
| 1    | Carlstad Crusaders      | .000 | 0 | 0 | 0 | 0 | 0  | 0  |
| 2    | Örebro Black Knights    | .000 | 0 | 0 | 0 | 0 | 0  | 0  |
| 3    | Stockholm Mean Machines | .000 | 0 | 0 | 0 | 0 | 0  | 0  |

## XI SM-Finalen
| 9 luglio 2022 | TBD | – | TBD |  |

## Verdetti
- TBD Campionesse della Svezia 2022